# (26199) Aileenperry
(26199) Aileenperry est un astéroïde de la ceinture principale.

## Description
(26199) Aileenperry est un astéroïde de la ceinture principale. Il fut découvert le 3 avril 1997 à Socorro (Nouveau-Mexique) par le projet LINEAR. Il présente une orbite caractérisée par un demi-grand axe de 2,35 UA, une excentricité de 0,05 et une inclinaison de 3,5° par rapport à l'écliptique.

## Compléments